# Le Barcarès
Le Barcarès là một xã thuộc tỉnh Pyrénées-Orientales trong vùng Occitanie phía nam nước Pháp, giáp Địa Trung Hải. Xã này nằm ở khu vực có độ cao trung bình 1 mét trên mực nước biển.

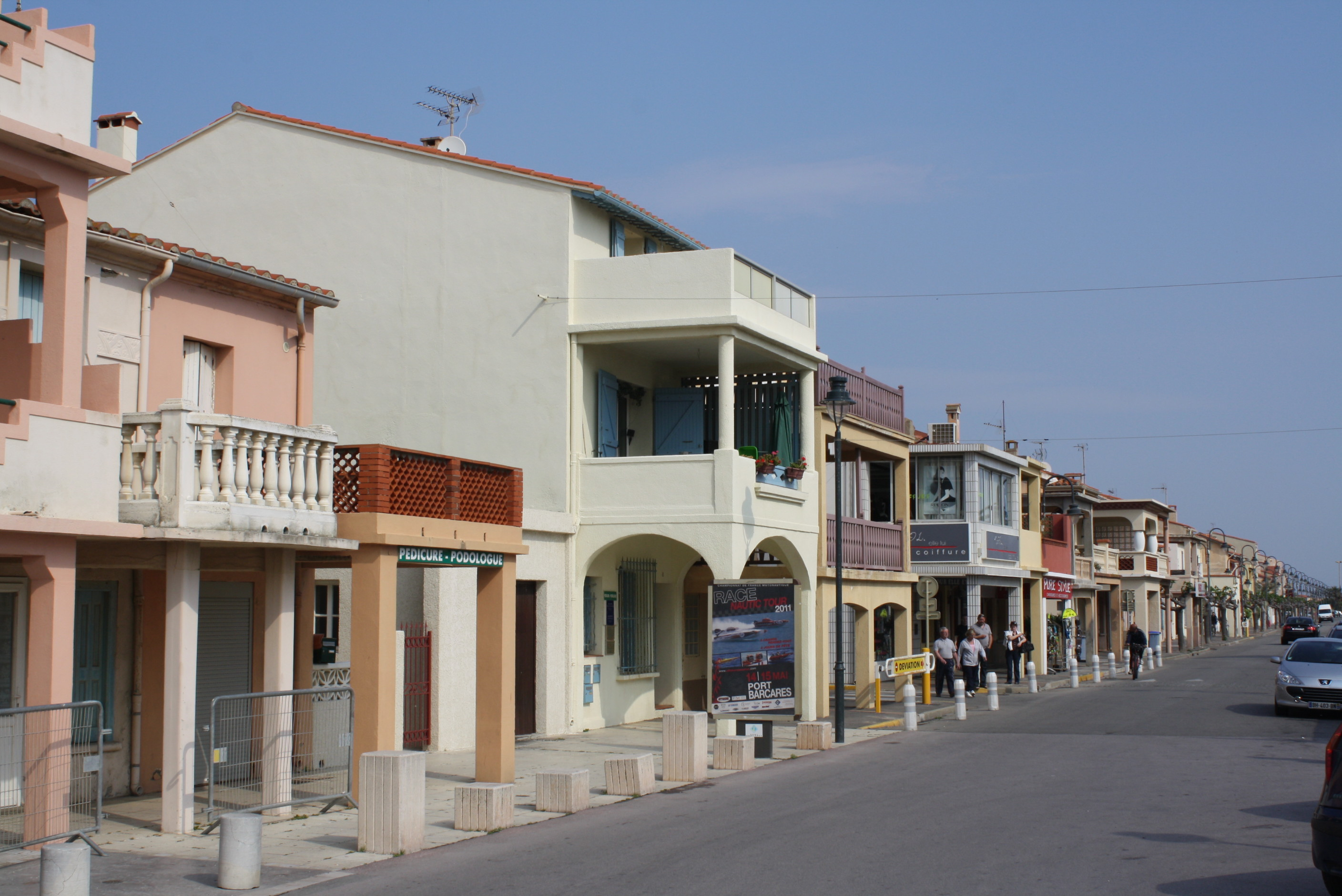
Le Barcarès